# The Corrs
The Corrs je irská folk-rocková skupina, která se skládá ze čtyř sourozenců (tři sestry s bratrem). V druhé polovině 90. let se skupině podařilo prorazit až na vrchol hudebních žebříčků.

## Členové
- Jim Corr (James Steven Ignatius Corr) – kytara, klávesy, piano, doprovodný zpěv
- Sharon Corr (Sharon Helga Corr) – housle, doprovodný zpěv
- Caroline Corr (Caroline Georgina Corr) – bicí, bodhrán, piano, doprovodný zpěv
- Andrea Corr (Andrea Jane Corr) – zpěv, irská píšťalka

## Diskografie

### Alba
- 1995: Forgiven, Not Forgotten
- 1998: Talk On Corners
- 1999: The Corrs Unplugged
- 2000: In Blue
- 2001: The Best Of The Corrs
- 2002: VH1 Presents: The Corrs, Live In Dublin
- 2004: Borrowed Heaven
- 2005: Home (album The Corrs)|Home
- 2006: Dreams – The Ultimate Corrs Collection
- 2007: The Works
- 2015: White Light
- 2017: Jupiter Calling

### Singly
- 1995: Runaway
- 1995: Forgiven, Not Forgotten
- 1995: The Right Time
- 1996: Love To Love You
- 1997: Only When I Sleep
- 1997: I Never Loved You Anyway
- 1998: What Can I Do
- 1998: Dreams
- 1998: So Young
- 1992: Runaway (Tin-Tin Out Remix)
- 1999: I Know My Love (The Chieftains feat. The Corrs)
- 1999: Radio
- 1999: Old Town (nur in den Niederlanden erschienen)
- 2000: Breathless
- 2000: Irresistible
- 2001: Give Me A Reason
- 2001: All The Love In The World
- 2001: Would You Be Happier?
- 2002: When The Stars Go Blue (feat. Bono)
- 2004: Summer Sunshine
- 2004: Angel
- 2004: Long Night
- 2005: Heart Like A Wheel/Old Town
- 2006: Goodbye
- 2015: Bring on the Night
- 2016: I Do What I Like

### DVD
- 1999: The Corrs - Live at the Royal Albert Hall
- 2000: Party In The Park 1998
- 2000: The Corrs - Unplugged
- 2000: The Corrs - Live at Lansdowne Road
- 2002: The Videos
- 2004: The Corrs - Platinum Series (2 DVDs: Live at the Royal Albert Hall & Live at Lansdowne Road)
- 2005: The Corrs - All The Way Home: A History Of The Corrs / Live in Geneva (2 DVDs)